# Jensen P66
La Jensen P66 è un'autovettura prodotta dalla casa automobilistica britannica Jensen Motors nel 1965.

## Storia
La vettura fu progettata da Eric Neale appositamente per il mercato statunitense, in sostituzione dell'Austin-Healey 3000, che a quel tempo Jensen stava assemblando nella sua fabbrica di West Bromwich. Per la P66, anziché utilizzare la fibra di vetro come per gli altri modelli della casa inglese, fu realizzata una carrozzeria in alluminio su un telaio in acciaio a traliccio di tubo. Il motore era il Chrysler V8 da 6,2 litri simile a quello utilizzato sulla C-V8 oppure in opzione era previsto un più piccolo da 4,5 litri. 
Il primo prototipo in versione decappottabile fu esposto al Salone di Londra del 1965. In seguito fu prodotta anche una versione con tettuccio rigido hardtop. 
Il management dell'azienda decise di accantonare sia il progetto della P66 sia la C-V8, rivolgersi alla Touring di Milano per creare sulla stessa base un'altra vettura che in seguito fu messa in produzione con il nome di Interceptor.
Pertanto la P66 decappottabile fu distrutta, mentre l'altro modello con tettuccio rigido venne venduto.